# Hegyi tüskecsőr
A hegyi tüskecsőr (Acanthiza katherina) a madarak osztályának verébalakúak (Passeriformes) rendjébe, az ausztrálposzáta-félék (Acanthizidae) családjába tartozó  faj.

## Rendszerezése
A fajt Charles Walter De Vis angol zoológus írta le 1905-ben.

## Előfordulása
Ausztrália északkeleti részén, Queensland tagállamban honos. A természetes élőhelye szubtrópusi és trópusi síkvidéki- és hegyi esőerdők. Nem vonuló faj.

## Megjelenése
Testhossza 10-10,5 centiméter, testtömege 7 gramm.

## Életmódja
Rovarokkal és pókokkal táplálkozik.